# 최건
최건(중국어 정체자: 崔健, 병음: Cuī Jiàn 추이젠[*], 1961년 8월 2일~)은 중국의 가수이다. 록큰롤의 아버지라고 불리기도 한다.
중국식 존경의 표현으로 老崔(라오추이, Lao Cui)라고도 불린다. 서구 언론들은 중국의 엘비스 프레슬리, 중국의 밥 딜런, 중국의 브루스 스프링스틴 등으로 소개되곤 한다.

## 생애
최건은 베이징의 조선족 가정에서 태어났다. 그의 아버지는 베이징 공군 군악대에서 트럼펫을 연주하였고 어머니는 중앙민속가무단 단원이었다. 최건은 14세 때 아버지를 따라 트럼펫을 배우기 시작했고 1981년에 베이징 교향악단에 입단하였다. 이 시기에 그는 친구들이 홍콩과 방콕 등지에서 밀수한 앨범을 통해 록음악을 접하였고, 기타를 배우기 시작했다.
최건은 1984년 그의 첫번째 밴드 칠합판(중국어 정체자: 七合板, 병음: Qī Hé Bǎn 치허반[*])을 다른 뮤지션 6명과 함께 결성했다. 칠합반은 비틀즈와 롤링 스톤즈, 토킹 헤즈에게 영향을 크게 받았고 주로 호텔이나 주점에서 소프트 록과 사랑 노래를 불렀다.
그는 1986년 노래 일무소유(중국어 정체자: 一無所有, 병음: Yì Wú Suǒ Yǒu 이우쒀요우[*])를 내면서 스타의 자리에 오르게 됐다. 일무소유는 1989년 톈안먼 사건때 학생 시위대가 민중가요로 부르기 시작했고 최건의 인기는 정점에 올랐다. 우얼카이시는 최건이 당시 젊은 중국인들 사이에서 굉장히 영향력 있다고 단언했다. 중화인민공화국 정부가 시위를 진압하자 최건은 베이징을 떠나 다른 지역으로 도피해야만 했다. 하지만 중국 정부의 제재는 일시적이였고 그는 다시 베이징으로 돌아올 수 있었다. 이후 최건은 1990년 新长征路上的摇滚 투어 공연을 실시하였다. 그가 붉은 천으로 된 눈가리개를 쓰고 정치적 가요를 부르자 중국 정부가 관여하여 투어는 중단되었다.

## 소개
- 1990: “新长征路上的摇滚” 투어 공연 실시, 투어 도중 정부관여로 중단
- 1991: 2집 앨범, “解決(해결)”발표, 일본인 기타리스트 아마리 쿄슈케 영입
- 1992: 2집 앨범 중“快让我在这雪地上撒点儿野(눈 위에서 내멋대로)” MTV International Viewers' Choice Award수상, 첫 도쿄 콘서트
- 1993: 중국 6세대 영화감독인 지앙원(姜文, 강문) 감독과 “북경잡놈들(北京杂种)” 제작, 편집, 출연, 사운드 트랙 제작, 중국 밴드인 탕위안, Cobra와 함께 독일, 스위스 콘서트
- 1994: 3집 앨범, “红旗下的蛋(붉은 깃발아래 알)”, 색소폰니스트 류위안 참여. 중국 전통악기와의 결합으로 주목. Bumbershoot festival in Seattle로 미국 데뷔.
- 1995: 도쿄 부도칸 극장에서 콘서트, 미국 투어- 샌프란시스코, 보스턴, 뉴욕

The Time, Newsweek, The New York Times, The Village Voice, The Los Angeles Times, The San Francisco Chronicle, People, Rolling Stone, MTV, CBS, PBS, and CNN에 보도
- 1996: 덴마크 Roskilde Music Festival 참가. 홍콩을 포함한 12번의 중국 내 콘서트
- 1997: 싱글앨범 "Get Over That Day" 발매, 북경 아트락 앙상블, ZiYue앨범으로 프로듀서 데뷔, 서울콘서트 매진.
- 1998: 4집앨범 발매, ”無能的力量(The Power Of The Powerless)”. 쿠알라룸푸르 콘서트 매진 및 연14회의 콘서트
- 1999: 두 번째 미국 투어, 시애틀 WOMAD Festival 참가, LA, 보스턴, 뉴욕, 달라스, 아클란타. 1집앨범 재발매. 연22회 콘서트 소화.
- 2000: 지앙원(姜文, 강문) 감독, “귀신이 온다” 사운드 트랙제작, "The Feelings of Heaven and Earth" 출연. 연28회 콘서트 소화
- 2001: 춘절 유럽 클럽, 음악축제 투어, 연24회 콘서트 소화
- 2002: 부산, 뉴욕 콘서트. 중국의 우드스탁; SNOW MOUNTAIN MUSIC FESTIVAL 리지앙, 운남성에서 기획, 세계 최고 고도에서 열린 음악축제. 립싱크반대운동 전개. 연23회 콘서트 소화

그 뒤로도 최건은 활발한 중국 내 및 해외 투어 콘서트 활동을 하며 책속에 글로 있는 뮤지션이 아닌, 실제 연주하고 활동하는 뮤지션으로 활동하고 있다.

## 참고
- 민정기(2003), 최건: ‘일무소유’와 1989년 북경: 중국 대도시의 하위문화, 중국현대문학 24호

## 같이 보기
- 빅토르 초이